# Nothoscordum demissum
Nothoscordum demissum är en amaryllisväxtart som beskrevs av Pierfelice Ravenna. Nothoscordum demissum ingår i släktet vaniljlökar, och familjen amaryllisväxter. Inga underarter finns listade i Catalogue of Life.